# Монке Би
Монке Би (каз. Мөңке Би, до 2003 года — Кайыр) — село в Шалкарском районе Актюбинской области Казахстана. Административный центр Монкебийского сельского округа. Находится примерно в 53 км к северо-западу от города Шалкар, административного центра района, на высоте 224 метров над уровнем моря. Код КАТО — 156444100.

## Население
В 1999 году население села составляло 1166 человек (587 мужчин и 579 женщин). По данным переписи 2009 года, в селе проживало 1172 человека (588 мужчин и 584 женщины).